# バティリアイ・ツイドラキ
バティリアイ・ツイドラキ（Vatiliai Tuidraki、1995年1月4日 - ）は、ジャパンラグビーリーグワントヨタヴェルブリッツに所属するラグビー選手。

## プロフィール
- 7歳まで愛知県豊田市で過ごす[1]。
- ニュージーランド・オークランド出身。
- ポジションはセンター(CTB)。
- 身長 182 cm、体重 91 kg
- ニックネームはスエ。
- 父のパティリアイは元ラグビー選手(元日本代表)[1] でヴィリアメもラグビー選手。
- U20フィジー代表に選ばれたことがある[2]。

## 略歴
ワントゥリーヒル高校、オークランド大学、ウェリントンを経て、2017年、トヨタ自動車ヴェルブリッツ(現・トヨタヴェルブリッツ)に加入。
2020年2月1日に行われたジャパンラグビートップリーグ第4節のHonda HEAT戦に途中出場で日本での公式戦初出場を果たす。